# Maurice Emmanuel
Marie François Maurice Emmanuel (Bar-sur-Aube (Aube), 2 de mayo de 1862-París, 14 de diciembre de 1938) fue un compositor francés de música clásica y destacado musicólogo especializado en la música de la antigua Grecia.

## Biografía
Nació en Bar-sur-Aube y creció en Beaune (Côte d'Or), donde sus padres se trasladaron en 1867. Aquí vivió intensamente la riqueza de su folclore musical, descubrió los cantos de los viñadores y fue cantante en el coro de la catedral. En 1880 entró en el Conservatorio de París, estudiando con Albert Bourgalt-Ducoudray (historia de la música), Théodore Dubois (armonía), Savard y Léo Delibes (composición). Este último se opuso a sus innovaciones —su concepción modal de la música— y le impidió participar en el gran Prix de Rome. De forma privada recibió lecciones de Ernest Guiraud para su trabajo de licenciatura y en su casa conoció a Claude Debussy.
Emmanuel tuvo una notable carrera académica. Prosiguió estudios paralelos en la Sorbona (donde obtuvo una licenciatura en Letras en 1886) y en la École du Louvre. Luego trabajo con François-Auguste Gevaert en Bruselas que le enseñó historia musical de la Antigüedad. En 1895 defendió su tesis doctoral en Bruselas, «Essai sur l'orchestique grecque», un ensayo que trata sobre la danza de la antigua Grecia, materia a la que dedicó muchos estudios e investigaciones llegando incluso a su reconstrucción escénica con la ayuda del coreógrafo J. Hansen.
Entre 1898 y 1904 fue profesor de enseñanza secundaria enseñando Historia del arte en los liceos Racine y Lamartine. En 1904 lo deja para ser maestro de capilla en la Iglesia de Sainte-Clotilde donde Charles Tournemire era organista. En 1907 sucedió a Bourgalt-Ducoudray en la cátedra de Historia de la música del Conservatorio de París, cargo que ocupó hasta 1936. Tuvo como estudiantes a Robert Casadesus, Yvonne Lefébure, Georges Migot, Jacques Chailley, Olivier Messiaen y Henri Dutilleux. Al margen de esta actividad, dio muchas conferencias y escribió ensayos, artículos y algún libro consagrados a la Historia de la música y a la Estética musical. Murió en París en 1938.
Se ocupó también del estudio de la música griega, de sus modos y de su rítmica, reflejando esta pasión suya también en su producción musical, basada en una rítmica asimétrica y en cadencia modales. Entre sus otros intereses plasmados en sus composiciones, están la música folclórica, los diversos modos antiguos y exóticos, y el canto gregoriano. Su carrera de erudito pudo oscurecer un poco la carrera de músico, y sus obras fueron poco tocadas y apreciadas, hasta el estreno en 1929 en la Ópera de París de su tragedia lírica Salamine, que obtiene un cierto éxito. 
Poseía un espíritu cultivado, científico y un gusto exquisito. Amante de la arqueología, abierto a los avances de su tiempo, afirmando la primacía del pensamiento sobre la originalidad formal, Maurice Emmanuel permanece como una de las personalidades más decisivas de su siglo.

## Catálogo de obras
| Año       | Opus      | Obra | Tipo de obra            |
| --------- | --------- | --- | ----------------------- |
| 1886      | Opus 01   | Pierrot peintre (pantomime, 2 tableaux, Emmanuel and F. Régamey), A/Mez, spkr, orch, 1886, French radio, Septiembre de 1938                                                | Ópera                   |
| 1887      | Opus 02   | Sonata para violoncello y piano, op. 2 | Música de cámara        |
| 1890      | Opus 03   | Ouverture pour un conte gai, after P. Bergon and E. Meurant, op. 3 | Música orquestal        |
| 1892-1911 | Opus 14   | Trois Pieces, op. 14, org/hmn | Música solista (órgano) |
| 1893      | Opus 04   | Sonatina para piano nº 1, Bourguignonne. | Música solista (piano)  |
| 1897      | Opus 05   | Sonatina para piano nº 2, Pastorale. | Música solista (piano)  |
| 1902      | Opus 06   | Sonata para violín y piano (Premio de la Fundación Pinelle, 1909). | Música de cámara        |
| 1902      | Opus 07   | Zingaresca, fantaisie, para 2 pic, 2 pianos, timp, str (rev. 1934). | Música orquestal        |
| 1903      | Opus 08   | Cuarteto en si bemol. | Música de cámara        |
| 1905      | Opus 09   | O filii, op. 9, 1v, SATB [after trad. Easter melody] | Música vocal            |
| 1907      | Opus 10   | Suite sur des airs populaires grecs, para violín y piano. | Música de cámara        |
| 1907      | Opus 11   | Sonata [Trio], para clarinete, flauta y piano. | Música de cámara        |
| 1908      | Opus 12   | In memoriam (R. Vallery-Radot), para voz, violín, violonchelo y piano | Música vocal            |
| 1908      | Opus 12.2 | Musiques (L. de Launay: Crépuscules et nocturnes) (12 mélodies), para voz y piano.                                                                                         | Música vocal (piano)    |
| 1911      | Opus 13   | Trois odelettes anacréontiques (R. Belleau, P. de Ronsard), para voz, flauta y piano. [arr. 1v, orch, 1911]                                                                | Música vocal (instr.)   |
| 1914      | -         | 10 arreglos, para voz y orquesta (rev. 1932–6) | Música vocal (orquesta) |
| 1914-15   | Opus 15   | 30 chansons bourguignonnes du pays de Beaune (after folksongs collected by C. Bigarne, A. Bourgeois, C. Masson), op. 15, 1v, piano (6 arr. chorus, orch, 1914–15, 1930–35) | Música vocal (piano)    |
| 1916      | Opus 16   | Prologue de Prométhée enchaîné, para orquesta. | Música orquestal        |
| 1916-18   | Opus 16   | Prométhée enchaîné (opéra en tres actos, con libreto de Emmanuel, según Esquilo) (estrenada en París, Champs-Elysées, 23 de noviembre de 1959)                             | Ópera                   |
| 1919      | Opus 18   | Sinfonía nº 1. | Música orquestal        |
| 1920      | Opus 19   | Sonatina para piano nº 3. | Música solista (piano)  |
| 1920      | Opus 20   | Sonatina para piano nº 4, sur des modes hindous. | Música solista (piano)  |
| 1923-28   | Opus 21   | Ouverture de Salamine. | Música orquestal        |
| 1921-23   | Opus 21   | Salamine (opera, 3 actos, Emmanuel after Aeschylus), 1921–3, orchd 1924, rev. 1927–8, Paris, Opéra, 19 de junio de 1929                                                    | Ópera                   |
| 1925      | Opus 22   | Sonatina para piano nº 5, alla francese. | Música solista (piano)  |
| 1925      | Opus 23   | Sonatina para piano nº 6. | Música solista (piano)  |
| 1926      | Opus 24   | Vocalise, para A/B y clarinete. | Música vocal            |
| 1930-31   | Opus 25   | Sinfonía nº 2, Bretonne. | Música orquestal        |
| 1934-35   | Opus 26   | Suite française [5 de los 6 movts de la Sonatina n.º 5], para orquesta | Música orquestal        |
| 1935      | Opus 27   | Deux chansons populaires (after folk carols), op. 27, 1935: 27/1, 1v, piano; 27/2, 1v, va da gamba/vc, piano unpubd                                                        | Música vocal            |
| 1936      | Opus 28   | Amphitryon (música incidental, Plautus, trans. A. Ernout), 1936, París, Amphithéâtre de l’Institut d’art et d’archéologie, 20 de febrero de 1937                           | Ópera                   |
| 1936      | Opus 29   | Sonata para corneta o bugle y piano. | Música solista (piano)  |
| 1938      | Opus 30   | Le poème du Rhône, poema sinfónico según F. Mistral [orch. M. Béclard d’Harcourt].                                                                                         | Música orquestal        |
| 1919-31   | -         | Varias mélodies. | Música vocal (piano)    |
| (s.d.)    | -         | Sexteto para arpa, violonchelo y vientos | Música de cámara        |
| (s.d.)    | -         | Airs rhytmés a l'antique |                         |

### Trabajos musicológicos de Emmanuel
- 1895 - Essai sur l'orchestique grecque.
- 1911 - Encyclopédie....
- 1912 - Traité de la musique grecque.
- 1911-28 - Histoire de la langue musicale.
- 1913 - Traité de l'accompagnament modal des psaumes - Tratado en el que se opuso a toda forma de acompañamiento al canto gregoriano.
- 1925 - Pelléas et Melisande de Claude Debussy - Destacado estudio sobre Pélleas et Mélisande de Claude Debussy.
- 1930 - C. Franck - sobre la vida de César Franck
- 1937 - A. Reicha - sobre la vida de Antonin Reicha